# Moorheilbad

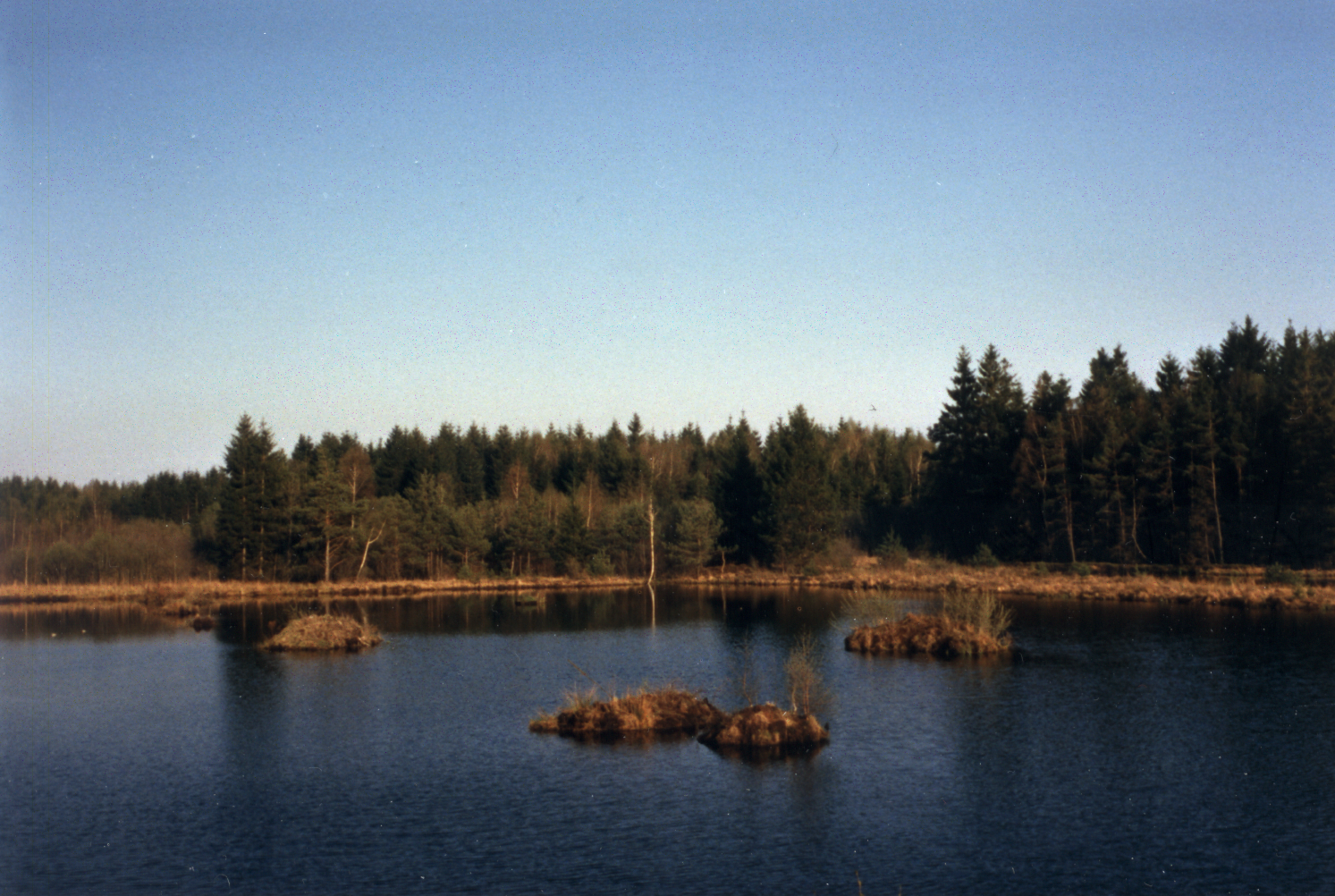
Torfabbau zwischen Bad Aibling und Bad Feilnbach in Oberbayern

Ein Moorheilbad ist ein Kurort, dem das Prädikat „Heilbad“ verliehen wurde und in dem ein Moorbad mit Torf als Heilmittel eingesetzt wird.

## Vorgehensweise
In der Regel wird der Badetorf auf Temperaturen zwischen 38 °C und 40 °C erwärmt. Die Wirkung eines Moorbreivollbades wird üblicherweise auf die Erwärmung des Körperkernes und die damit verbundene Anregung endokriner und vegetativer Regelkreise zurückgeführt. Bei Moorpackungen, die nur mit umschriebenen Hautarealen in Verbindung kommen, sollen Huminsäuren das wirksame Agens darstellen.

## Geschichte
Schon Paracelsus empfahl "Moor" als Heilmittel bei verschiedenen Erkrankungen. Napoleons Bruder Jérôme Bonaparte ließ nach der Völkerschlacht bei Leipzig für die Truppen das erste Kurbad mit Mooranwendungen in Bad Nenndorf einrichten. Allerdings soll es schon 1802 ein Moorbad in Bad Pyrmont gegeben haben. Im 19. Jahrhundert entstanden Moorbäder in zahlreichen europäischen Kurorten, auch in Marienbad (1813), Franzensbad (1827) und Karlsbad (1836).
Seit der Aufnahme des Kurbetriebes im Ludwigsbad in Bad Aibling (1845) wurde in Süddeutschland eine größere Anzahl an Moorheilbädern eröffnet.

## Bekannte Moorheilbäder
- Deutschland
  - Bad Aibling, Bayern
  - Bad Alexandersbad, Bayern
  - Bad Bayersoien, Bayern
  - Bad Bederkesa, Niedersachsen

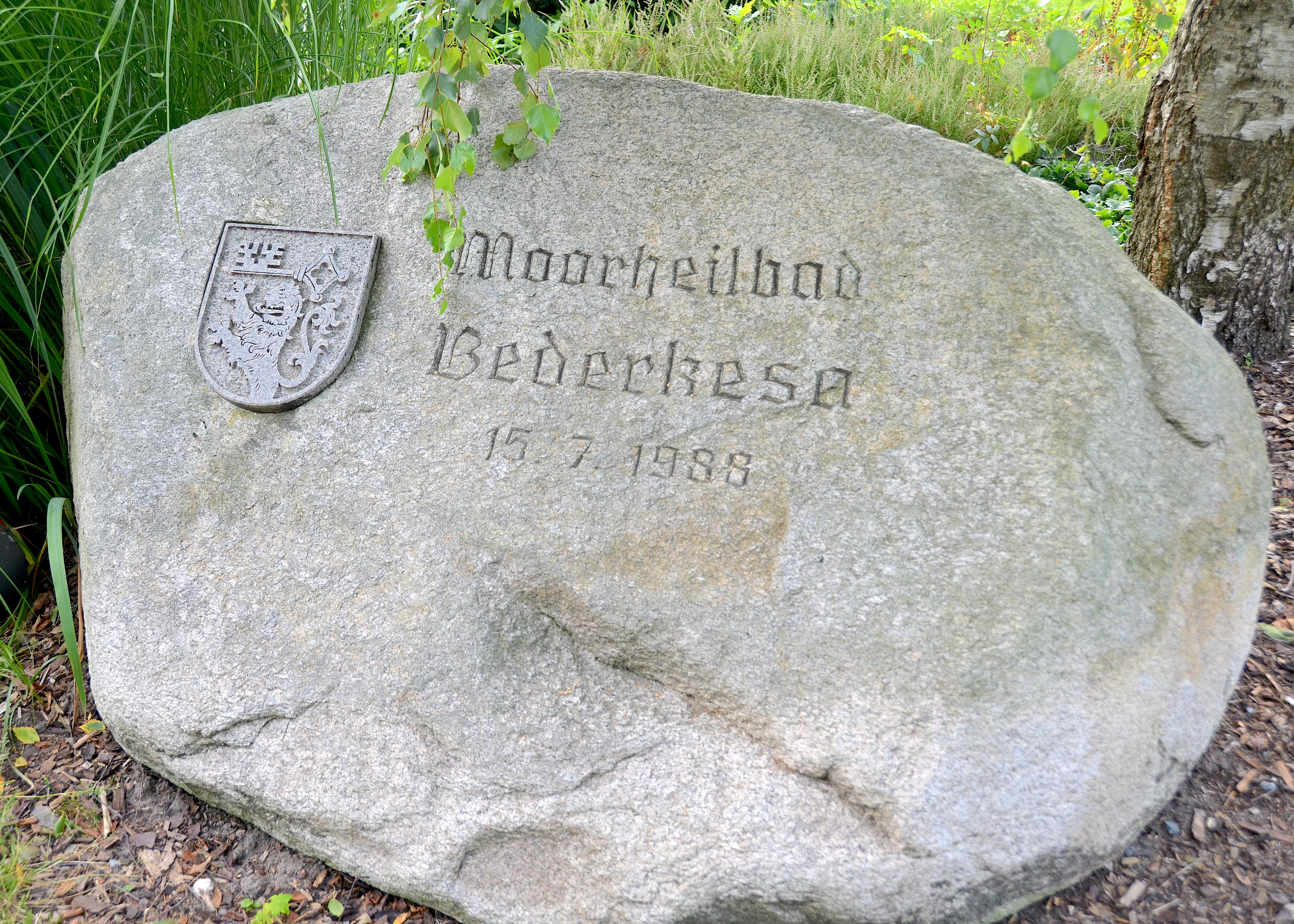
Stein mit Wappen, Moorheilbad Bederkesa

  - Bad Bramstedt, Schleswig-Holstein
  - Bad Buchau, Baden-Württemberg
  - Bad Doberan, Mecklenburg-Vorpommern
  - Bad Elster, Sachsen
  - Bad Faulenbach, Bayern
  - Bad Freienwalde (Oder), Brandenburg
  - Bad Gögging, Bayern
  - Bad Holzhausen, Nordrhein-Westfalen
  - Bad Kissingen, Bayern
  - Bad Kohlgrub, Bayern
  - Bad Feilnbach, Bayern
  - Horn-Bad Meinberg, Nordrhein-Westfalen
  - Bad Muskau, Sachsen
  - Bad Saarow, Brandenburg
  - Bad Salzschlirf, Hessen
  - Bad Sassendorf, Nordrhein-Westfalen
  - Bad Schmiedeberg, Sachsen-Anhalt
  - Bad Schussenried, Baden-Württemberg
  - Bad Schwalbach, Hessen
  - Bad Schwartau, Schleswig-Holstein
  - Bad Steben, Bayern
  - Bad Waldsee, Baden-Württemberg
  - Bad Wilsnack, Brandenburg
  - Bad Wurzach, Baden-Württemberg
  - Bad Zwischenahn, Niedersachsen
- Österreich
  - Bad Leonfelden, Oberösterreich
  - Moorbad Gmös, Oberösterreich
  - Moorbad Harbach, Niederösterreich
  - Moorbad Neydharting, Oberösterreich
  - Moorbad Hochmoos, Salzburger Land
  - Schwanberg, Steiermark
- Tschechische Republik
  - Franzensbad
  - Karlsbad
  - Marienbad
- Schweiz
  - St. Moritz, Graubünden